# Sukakersa (Sukakarya)
Sukakersa is een bestuurslaag in het regentschap Bekasi van de provincie West-Java, Indonesië. Sukakersa telt 2139 inwoners (volkstelling 2010).